# Skhodnia (rivière)
La Skhodnia (russe : Сходня) est une rivière du nord-ouest de Moscou et de l'oblast de Moscou, en Russie. C'est le deuxième plus grand affluent de la Moskova, après la Iaouza, avec 47 km de long (dont 5 km à Moscou même), et possède un bassin versant de 255 km2. La Skhodnia prend sa source près du village d'Alabushevo (ru), passe à Skhodnia et se jette dans la rivière Moskova. Elle est reliée à un canal de dérivation, qui alimente en eau la Volga avec l'aide de la centrale hydroélectrique de Skhodnenskaïa.